# Cea (fiume)
Il Cea è un fiume della Spagna nordoccidentale, affluente di sinistra dell'Esla che scorre nelle province di León, Valladolid e Zamora. È lungo 157 km ed ha un bacino di 2.019 km².
Il Cea nasce nel territorio del comune di Prioro (provincia di León), dalla sorgente chiamata Fuente del Pescado, ai piedi delle Peñas Prietas. Nello stesso comune, scorrendo nelle gole di Las Conjas, riceve l'apporto del torrente Mental che porta le acque della Valle Mental e del torrente Tejerina che dà nome alla frazione omonima.

## Comuni attraversati

### Provincia di León
- Prioro
- Valderrueda
- Cebanico
- Almanza
- Villamartín de Don Sancho
- Villaselán
- Cea
- Villamol
- Sahagún
- Gordoncillo
- Valderas

### Provincia di Valladolid
- Melgar de Arriba
- Melgar de Abajo
- Monasterio de Vega
- Saelices de Mayorga
- Mayorga
- Castrobol
- Roales de Campos

### Provincia di Zamora
- San Miguel del Valle
- Valdescorriel
- Fuentes de Ropel
- Castrogonzalo